# HD 154857 b
HD 154857 b ist ein Exoplanet, der den gelben Zwerg HD 154857 umrundet. Er wurde mit Hilfe der Radialgeschwindigkeitsmethode entdeckt (Publikation von McCarthy et al. im Jahr 2004). Der Exoplanet umkreist den Zentralstern mit einer Periode von 398,5 Tagen in einer Entfernung von ca. 1,1 Astronomischen Einheiten und hat eine Mindestmasse von ca. 1,9 Jupitermassen.

## Weblink
- Planet HD 154857 b In: The Extrasolar Planets Encyclopaedia (englisch)